# Acid King
Acid King — американская группа из Сан-Франциско (Калифорния), играющая музыку в жанре стоунер-рок и дум-метал. Была основана в 1993 году поющей гитаристкой Лори С. (Lori S., экс-The Bhang Revival, Gross National Product), барабанщиком Джои Осборном (Joey Osbourne) и басистом Петером Лукасом (Peter Lucas). Дискография Acid King насчитывает три студийных альбома и три мини-альбома.
Возникшая под сильным влиянием традиционного дум-метала и психоделического рока, группа развила и придерживается особенного музыкального стиля. Для него характерны замедленный темп, сильно дисторшированные гитары с заниженным звуком в сочетании с «гипнотическим» женским вокалом.

## История
Группа берёт своё начало в 1993 году, когда Лори С. по объявлению в газете познакомилась с басистом Питером Лукасом. В качестве названия группы они взяли кличку ставшего известным в 1984 году подростка-псевдосатаниста Рикки Кассо (Ricky Kasso), под воздействием наркотиков убившего своего приятеля. Музыканты приступили к репетициям, одновременно подыскивая барабанщика. На одной из вечеринок они встретили Джоя Осборна из группы Altamont, в которой играл муж Лори.
Группа начинает усиленно выступать в клубах Сан-Франциско, а вскоре записывает одноимённый 10-дюймовый виниловый сингл, сведённый мастером лоу-фай Билли Андерсоном (Billy Anderson) и изданный Sympathy For The Record Industry. Годом позже появляется и полнометражный диск Zoroaster, позволивший Acid Кіng отправиться в турне по Соединённым Штатам. В разгар гастролей о своём уходе заявляет Питер Лукас, и Лори просит Аэна Саутвика (Dan Southwick) из Altamont подменить его на уже заявленных выступлениях. Аэн не только согласился помочь, но и остался в качестве басиста на ближайшие два года.
Коллектив заключает договор с компанией Man’s Ruin Records, которая в 1997 году выпускает 10-дюймовый виниловый сингл Down With The Crown. Данная работа была также переиздана на компакт-диске с добавлением нескольких песен Altamont. После небольшого турне Acid King начинают работать над материалом следующего релиза, но весной 1998 года возникают трения между участниками, закончившиеся уходом Саутвика, вернувшегося в Altamont. Новым бас-гитаристом становится Брайан Хилл (Brian Hill, экс-Buzzoven, Spilth), при участии которого был записан альбом Busse Woods и проведен тур в поддержку альбома. После этого Хилл выбывает из Аcid Кіng, а на его место приходит Гай Пинхас (Guy Pinhas, экс-The Obsessed, Goats Nake). В 2001 году Man’s Ruin Records выпускает ещё один сплит-диск — Free, поместив на него четыре композиции Аcid Кіng и два трека новоорлеанских рокеров Mystick Krewe of Clearlight.
В 2002 году группа приступает к работе над полнометражным альбомом, но внезапное банкротство Man’s Ruin Records заставляет коллектив заняться поисками нового записывающего лейбла. Наконец, заключается договор со Small Stone, под вывеской которого был запланирован выход очередного CD. Следует отметить, что в 2001 году Пинхас и Осборн в качестве гостей участвовали в записи альбома Experiments In Feedback воссоединившихся Men of Porn. Песня «Motorhead» в исполнении Аcid Кіng вошла в двойной трибьют-сборник Daze Of The Underground, посвященный Hawkwind и выпущенный британской Godreah Records,
В апреле 2005 года под лейблом Small Stone выходит третий полнометражный диск Аcid Кіng, озаглавленный просто III.

## Состав

### Текущий состав
Lori S. — гитара, вокал, тексты песен (1993 — наши дни)

Joey Osbourne — барабаны (1993 — наши дни)

Rafa Martinez and Mark Lamb — бас-гитара (2005 — наши дни)

### Предыдущие участники
- Dale Crover — дополнительный вокал — на Acid King
- Peter Lucas — бас-гитара (1993—1996) — на Acid King и Zoroaster
- Dan Southwick — бас-гитара (1996—1998) — на Down with the Crown
- Brian Hill — бас-гитара (1998—1999) — на Busse Woods
- Guy Pinhas — бас-гитара (1999—2005) — на Free... и III

## Дискография

### Студийные альбомы
| Год  | Название                                | Издатель                                                | Примечание                                                                               |
| 1994 | Acid King                               | Sympathy for the Record Industry                        | переиздан на The Early Years                                                             |
| 1995 | Zoroaster                               | Sympathy for the Record Industry                        | переиздан на The Early Years                                                             |
| 1997 | Down with the Crown                     | Man's Ruin Records                                      | переиздан на сплит-альбоме с Altamont                                                    |
| 1999 | Busse Woods                             | Man's Ruin Records Small Stone Records Kreation Records | переиздан с бонусными треками в 2004 (Small Stone) переиздан на виниле в 2007 (Kreation) |
| 2001 | Free...                                 | Man's Ruin Records                                      | издан как сплит-альбом с Clearlight                                                      |
| 2005 | Acid King III                           | Small Stone Records Kreation Records                    | переиздан на виниле в 2006 (Kreation)                                                    |
| 2006 | The Early Years                         | Leaf Hound Records                                      | компиляция обновлённых Acid King и Zoroaster                                             |
| 2015 | Middle of Nowhere, Center of Everywhere | Svart Records                                           |                                                                                          |
| 2023 | Beyond Vision                           | Blues Funeral                                           |                                                                                          |

### Участие в сборниках
- «Not Fragile» (кавер на BTO) на In the Groove (1999 The Music Cartel)
- «Motorhead» (кавер на Hawkwind) на Daze of the Underground (2003 Godreah Records)
- «The Stake» (кавер на Steve Miller Band) на Sucking the 70's — Back in the Saddle Again (2006 Small Stone Records)

«Not Fragile» и «Motorhead» вошли на повторное переиздание Busse Woods